# Cairn-mon-earn
Cairn-mon-earn är ett berg i Storbritannien.   Det ligger i kommunen Aberdeenshire och riksdelen Skottland, i den norra delen av landet, 600 km norr om huvudstaden London. Toppen på Cairn-mon-earn är 378 meter över havet, eller 134 meter över den omgivande terrängen. Bredden vid basen är 2,5 km.
Terrängen runt Cairn-mon-earn är kuperad åt sydväst, men åt nordost är den platt.Runt Cairn-mon-earn är det glesbefolkat, med 16 invånare per kvadratkilometer. Närmaste större samhälle är Banchory, 8,3 km nordväst om Cairn-mon-earn. I omgivningarna runt Cairn-mon-earn växer i huvudsak blandskog.